# Delft (schip, 1787)

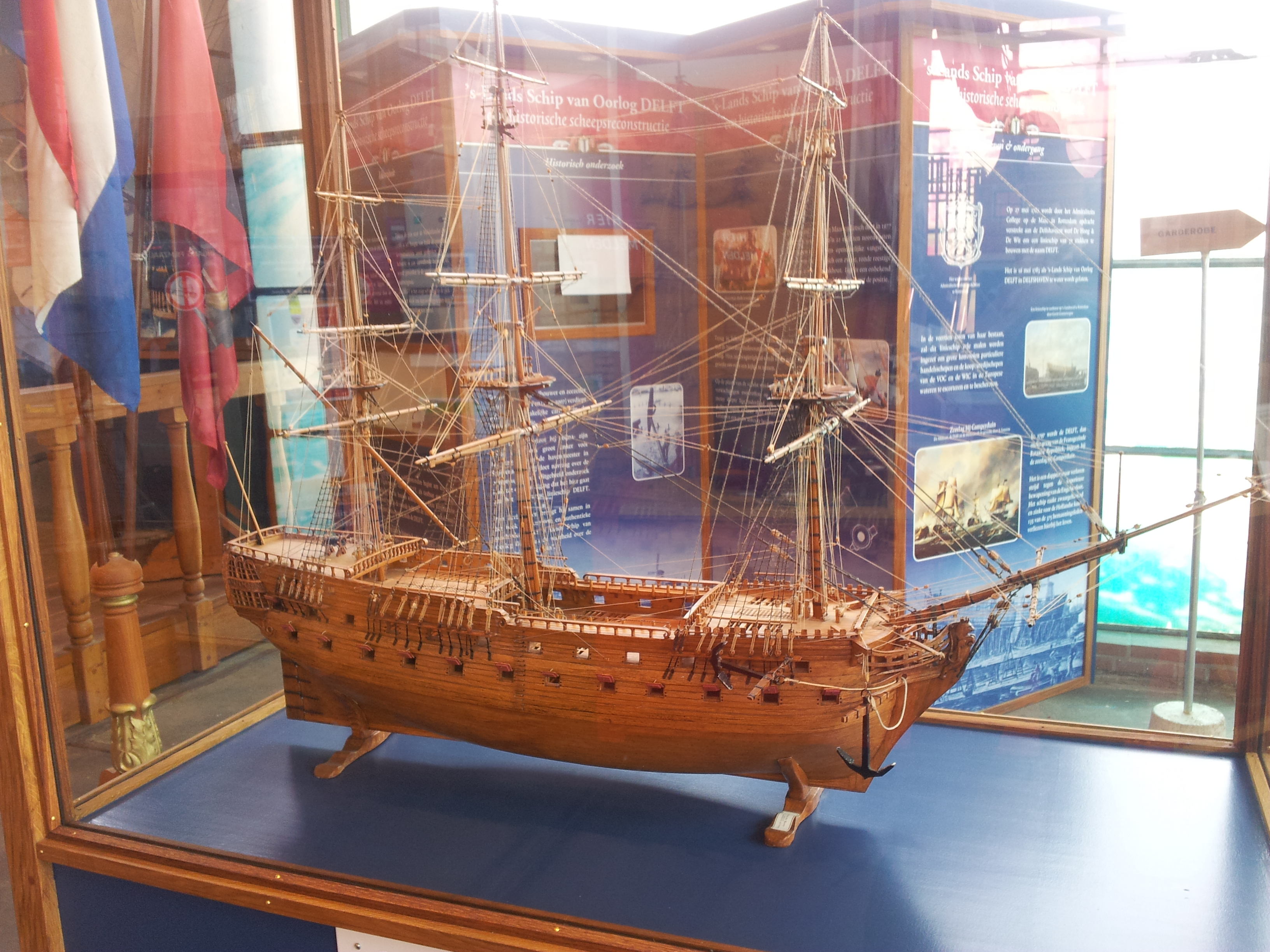
Model van het linieschip 'Delft'

De opdracht om het linieschip Delft te bouwen werd op 27 mei 1782 verstrekt door het Admiraliteitscollege van de Maze aan de werf De Hoog & de Wit te Delfshaven. Een linieschip van 50 stukken, te bouwen met de naam 'DELFT' naar het ontwerp van de Rotterdamse scheepsbouwer Pieter van Zwijndregt. Naar hetzelfde ontwerp werd tegelijkertijd op de Admiraliteitswerf te Rotterdam het zusterschip 'Brakel' gebouwd. Op 16 mei 1783 werd 's-Lands Schip van Oorlog 'Delft' in Delfshaven te water gelaten. In de veertien jaren van haar bestaan werd dit linieschip vele malen ingezet om grote konvooien particuliere handelsschepen en de koopvaardijschepen van de Vereenigde Oostindische Compagnie (VOC) en de West-Indische Compagnie (WIC) in de Europese wateren te escorteren en te beschermen.

## Proefvaarten
Na de tewaterlating werd de 'Delft' naar Hellevoetsluis gebracht om verder opgetuigd te worden. Vroeg in de ochtend van de eerste januari 1787 kwam Jan Schreuder Haringman in Hellevoetsluis als eerste kapitein aan boord. In juni van dat jaar vertrok de 'Delft' voor een oefentocht van tien maanden op de Noordzee, het Kattegat en Het Kanaal. Onder het commando van Haringman werd een begin gemaakt met diverse zeilexercities. Hierbij werd al gauw duidelijk dat de 'Delft' een verbazingwekkend snel schip was. Handelsschepen van de VOC en de WIC, die beladen met kostbare lading terugkeerden van verre handelsreizen, werden in de Europese wateren begeleid en beschermd door de 'Delft'.

## Eerste missie
Op 24 december 1787 vertrok de 'Delft' voor haar eerste kruistocht van negentien maanden naar de Middellandse Zee. Het eskader, waarvan de 'Delft' vlaggenschip was, bestond uit een zevental schepen. Naast het beschermen van Nederlandse handelsschepen, was het belangrijkste doel van deze reis het versterken van de vriendschapsbanden met de Marokkaanse keizer om onder andere een vermindering te bereiken van de kapingen van VOC-schepen voor de kust van West-Afrika door de Barbarijse kapers. Kapitein Haringman werd hiervoor speciaal tot ambassadeur benoemd door de Staten-Generaal. In 1789 keerde het schip terug naar haar thuishaven, Hellevoetsluis en werd leeggehaald, volledig gecontroleerd en opgelegd.

## Tweede missie
Op 31 mei 1793 werd Theodorus Frederik van Capellen tot de nieuwe commandant van de 'Delft' benoemd. Het schip werd opnieuw van een koperen huid voorzien en in orde gebracht voor een nieuwe opdracht. Onder zijn commando werd het schip ingezet bij het bevrijden van 75 Hollandse slaven (zeelieden) uit Algerije. Deze tweede kruistocht duurde 16 maanden. De Delft keerde terug naar de rede van Vlissingen in september 1794 en moest daar blijven vanwege strenge vorst. De Fransen veroverden ondertussen Holland, en in 1795 ontsloeg het nieuwe, Fransgezinde, Bataafse bewind alle prinsgezinde officieren. Het was een rommelige periode. Op gezag van de Fransen werd de 'Delft' geheel onttakeld, waarbij onder meer de kanonnen werden afgezet. De angst bestond dat de wapens weleens tegen de overheersers konden worden gebruikt.

## Derde missie - slag bij Kamperduin
Een paar dagen later werd het schip echter weer helemaal opgetuigd, want het was misschien toch wel handig om het in te kunnen zetten. En zo maakte de 'Delft' kennis met haar derde commandant, kapitein-ter-zee Gerrit Verdooren van Asperen.
Onder Britse dreiging zeilde de 'Delft' van Vlissingen naar Hellevoetsluis en later door naar het Nieuwediep bij Den Helder.
In 1797 werd de 'Delft' inderdaad ingezet: bij de Zeeslag bij Kamperduin. Met 375 koppen aan boord en voorzien van 60 kanonnen koos de 'Delft' zee. Tijdens de slag raakte de 'Delft' zwaar beschadigd. Het werd door de Engelsen op sleeptouw genomen als oorlogsbuit, maar het maakte zwaar water. Op zondag 15 oktober 1797 (vier dagen na de zeeslag) omstreeks 02.30 uur 's nachts zonk de 'Delft' in een ruwe zee, 20 zeemijlen uit de kust bij Scheveningen.
Ruim 135 bemanningsleden van de 'Delft' vonden de dood tijdens de slag. Uit respect voor de door de bemanning geboden tegenstand werd het tijdens de slag door de Engelsen buitgemaakte linieschip 'Hercules' omgedoopt in 'Delft'.

## Herbouw
In 1977 zijn restanten van het wrak teruggevonden. Onder andere een van de ankers en een aantal kanonnen zijn aan wal gebracht door vissers, en liggen nu op het voorterrein van de werf. Nadien zijn er op aanwijzing van de vissers door de Scheveningse duikvereniging 'Sirene' nog talloze voorwerpen geborgen. In 2001 werd Scheepswerf De Delft te Rotterdam-Delfshaven aan de Schiehaven in het Lloydkwartier gevestigd. Ze werd opgericht met als doel een reconstructie te bouwen van het achttiende-eeuwse linieschip. Veel restanten zijn ook in het museale gedeelte van Scheepswerf De Delft tentoongesteld en die hebben geholpen om een beter idee te krijgen over de wijze van scheepsbouw aan het eind van de 18e eeuw. Met een lengte van 63 meter en een hoogte van 57 meter zou het linieschip 'De Delft' een van de grootste reconstructies ter wereld worden.
In 2001 is ook een samenwerkingsovereenkomst tot stand gekomen tussen scheepswerf 'De Delft', het Albedacollege, Sociale Zaken en de gemeentelijke dienst Werkstad. Sinds 2001 werkten vrijwilligers naast leerlingen van het Albedacollege en deelnemers aan een re-integratieproject aan de herbouw van linieschip 'Delft'. Nadat eind 2017 geen re-integratie opdrachten meer werden gegund omdat bij de verplichte aanbestedingen, de Delft steeds duurder bleek, kwam de stichting in financiële problemen en vroeg voor 't eerst sinds 2013 subsidie aan. Die werd door de gemeente niet verleend, daarom ging de stichting in december 2018 failliet.